# Рода (грчка митологија)
Рода (грч. Ροδη, Ροδος) је у грчкој митологији била нимфа.

## Етимологија
Према Роберту Гревсу, име Рода је изведено од речи rhodea и значи „румена“.

## Митологија
Рода је била нимфа халијада или божанство острва Род, по коме је и добила име. Заправо, Диодор је извештавао да се име ове нимфе и име острва често меша у различитим изворима. Рода је била сестра Телхина и када су се они разишли по свету, остала је сама на острву и самим тим, једина наследница. Била је супруга најважнијег бога на том острву, Хелија. Неки извори указују да је њен отац био речни бог Асоп, а други аутори су као њеног оца навели Посејдона. Међутим, име њене мајке се разликује од аутора до аутора. Тако је њена мајка била Полифа према одредници из Суиде, Халија према Диодору, Афродита према Пиндару или Амфитрита према Аполодору. Такође, разни аутори су јој приписивали различито потомство које је имала са Хелијем. Према Пиндару, њена деца су била Јалис, Камиро и Линд. Према Диодору, то су били синови Охим, Керкаф, Макар (или Макареј), Актис, Тенаг, Триоп, Кандал и једна кћерка Електрија. Према Аполодору, она је била Фаетонтова мајка, као и његових сестара Хелијада. Страбон је писао да су њени синови корибанти. Становници острва Рода су сматрали да су њених седам синова исти као крићански курети, а она сама је за њих представљала родоску Атену.

## Друге личности
- Рода је била и једна од Данаида, коју је поменуо Аполодор.[3] Њена мајка је била нимфа, Хамадријада. Била је удата за Египтида Хиполита.[5]
- Према Нону, била је једна од Дионисових дадиља, која га је пратила на његовом походу на Индију.[6]

## Биологија
Латинско име ових личности (Rhode) је назив за род паука.